# دالي سوينسون
دالي سوينسون هو سياسي أمريكي، ولد في 2 مارس 1957 في ويتشيتا في الولايات المتحدة. نشط حزبياً في الحزب الجمهوري والحزب الديمقراطي. وقد انتخب عضو مجلس نواب كنساس ‏.